# Pierre Étienne Fabry
Pour les articles homonymes, voir Fabry.
Pierre Étienne Fabry, né le 18 août 1760 à Versailles (Seine-et-Oise), mort le 7 janvier 1830 dans la même ville, est un militaire français de la Révolution et de l’Empire.

## États de service
Il entre en service le 11 mars 1782, comme soldat au régiment Vexin, et il intègre le 3 septembre 1792, avec le grade de capitaine le 10e bataillon de volontaires de Seine-et-Oise, incorporé plus tard dans le 17e régiment d’infanterie de ligne.
De 1792 à l’an VI, il fait les guerres aux armées du Nord, de Sambre-et-Meuse, et du Rhin. En septembre 1798, il passe à l’armée de Naples, et il est nommé chef de bataillon le 22 janvier 1799. Il est fait prisonnier le 19 juin 1799, lors de la bataille de Trebbia, et il est remis en liberté le 28 novembre 1800. 
Renvoyé à son ancien régiment, il fait les campagnes des ans IX à XI à l’armée Gallo-Batave, et le 31 octobre 1803, il devient major au 20e régiment d’infanterie de ligne. Il est fait chevalier de la Légion d’honneur le 25 mars 1804, et il sert au camp de Bruges de l’an XII à l’an XIV. 
En 1806 et 1807, il fait les campagnes de Prusse et de Pologne au sein de la Grande Armée. Colonel en second de la 9e demi-brigade de réserve le 31 mai 1809, il passe à l’armée d’Espagne avec ce corps, et il est nommé colonel du 26e régiment d’infanterie de ligne le 8 décembre 1810. Il reçoit la croix d’officier de la Légion d’honneur le 26 août 1811.
Passé à l’armée du Portugal, il est nommé commandant d’armes du fort de Montjouy le 17 novembre 1811. Il est admis à la retraite le 25 novembre 1813.
Il meurt le 7 janvier 1830 à Versailles.

## Sources
- A. Lievyns, Jean Maurice Verdot, Pierre Bégat, Fastes de la Légion-d'honneur, biographie de tous les décorés accompagnée de l'histoire législative et réglementaire de l'ordre, Tome 4, Bureau de l’administration, 1844, 640 p. (lire en ligne), p. 343.
- « Cote LH/923/21 », base Léonore, ministère français de la Culture
- Le Carnet, historique et littéraire, Volume 6, Paris, 1900, p. 313.
- Émile-Louis Delbauve, Historique du 26e régiment d'infanterie, Berger-Levrault, Paris, 1889, p. 139.
- Danielle Quintin et Bernard Quintin, Dictionnaires des colonels de Napoléon, S.P.M., 2013, 978 p. (ISBN 978-2-296-53887-0, lire en ligne), p. 115